# Các vụ cá mập tấn công ở Jersey Shore năm 1916

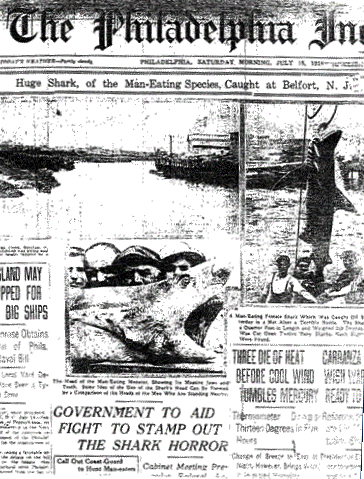
Báo Philadelphia Inquirer đưa tin về vụ bắt được cá mập ăn thịt người ngoài khơi Jersey Shore sau các vụ tấn công.

Các vụ cá mập tấn công ở Jersey Shore năm 1916 là một loạt các tấn công của cá mập dọc theo bờ biển của bang New Jersey trong khoảng thời gian ngày 1 tháng 7 và ngày 12 tháng 7 năm 1916 mà trong đó đã có bốn người chết và một người bị thương. Kể từ năm 1916, các học giả đã tranh cãi loại cá mập nào là thủ phạm và có khả năng hơn có nhiều hơn một con đã tấn công. Các vụ tấn công đã diễn ra trong một đợt đại dịch viêm tủy xám và đợt nóng mùa hè khó chịu ở Đông Bắc Hoa Kỳ đã khiến hàng ngàn người đổ xô ra các khu nghỉ mát của vùng Jersey Shore. Các vụ cá mập tấn công ở Hoa Kỳ bên bờ biển Đại Tây Dương bên ngoài bang bán nhiệt đới Florida, Georgia, và the Carolinas thì hiếm khi xảy ra, nhưng các học giả tin rằng sự hiện diện gia tăng của cá mập và con người dưới nước đã dẫn đến các vụ tấn công năm 1916.
Phản ứng của địa phương và toàn quốc đối với các vụ tấn công là một làn sóng hoảng loạn dẫn đến các cuộc săn cá mập nhằm loại bỏ những con cá mập "ăn thịt người" và bảo vệ các nền kinh tế của các cộng đồng ven biển ở New Jersey. Các đô thị nghỉ mát đã rào chắn các bãi biển công cộng bằng các lưới sẳ để bảo vệ người bơi. Vào thời đó, sự hiểu biết về hành vi của cá mập đã được dựa trên sự phỏng đoán. Các cuộc tấn công này đã buộc những nhà ngư học đánh giá lại các niềm tin thông thường về các khả năng của cá mập và tính chất của các vụ cá mập tấn công.
Các vụ cá mập tấn công ở Jersey Shore lập tức đã đi vào văn hóa phổ thông Mỹ, nơi cá mập trở thành đại diện cho mối nguy hiểm của các bức biếm họa trong các bức tranh biếm họa chính trị. Các cuộc tấn công đã truyền cảm hứng cho tiểu thuyết của Peter Benchley Hàm cá mập (1974), một truyện miêu tả về một con cá mập trắng lớn gây họa cho một cộng đồng ven biển của đảo Amity. Hàm cá mập đã được dựng thành một bộ phim gây ảnh hưởng vào năm 1975 bởi Steven Spielberg. Các cuộc tấn công đã trở thành chủ đề của các phim tài liệu cho các kênh History Channel, Discovery Channel, và National Geographic Channel.